# ذوات السبيبيات
ذوات السبيبيات أو فوق فصيلة خنافس البوستريكويديا (الاسم العلمي: Bostrichoidea)، هي فصيلة عليا حشرات خنفسية من رتبة غمديات الأجنحة وتحت رتبة أشكال ذوات السبيبة.